# Myrmecia rubicunda
Myrmecia rubicunda är en myrart som först beskrevs av Clark 1943.  Myrmecia rubicunda ingår i släktet bulldoggsmyror, och familjen myror. Inga underarter finns listade i Catalogue of Life.